# Quartier Concordia
 (août 2014).
Le Quartier Concordia est un quartier universitaire situé au centre-ville de Montréal dans l'arrondissement de Ville-Marie. 

## Situation
Le Quartier Concordia est une zone délimitée par les rues Sherbrooke, Guy, René-Lévesque et Bishop.
Il englobe principalement les différents pavillons formant le campus de l'Université Concordia.
Le projet du Quartier Concordia comprend plusieurs aménagements urbains importants dont la rénovation majeure de la place Norman-Bethune.

## Bâtiment et architecture
Réalisé en 2009, le projet Quartier Concordia est le résultat d'un concours d'architecture organisé par Concordia en 2001, dont les lauréats sont ceux de la firme d'architectes Kuwabara Payne McKenna Blumberg Architects (KPMB), en joint-venture avec Fichten Soiferman et Associés Architectes,. Le projet comprend le relogement de trois des écoles de Concordia : L'ingénierie, l'informatique (ENCS), les arts visuels (VA) et la John Molson School of Business (en). Les plans architecturaux de ce projet sont actuellement conservés au Centre canadien d'architecture.